# 伊藤貞市
伊藤 貞市（いとう ていいち、1898年9月27日 - 1980年10月10日）は、日本の地球科学者。専門は、鉱物学・結晶学。学位は、理学博士（東北帝国大学・論文博士・1939年）。東京大学名誉教授。1968年勲二等瑞宝章受章。大阪市出身。シカゴ大学などに在籍し、鉱物学者として活躍した伊藤順は貞市の子息である。

## 略歴

### 学歴
- 1917年3月：大阪府立北野中学校卒業
- 1920年7月：第一高等学校二部乙類卒業
- 1923年3月：東京帝国大学理学部地質学科卒業
- 1924年3月：京都帝国大学大学院退学
- 1939年6月：東北帝国大学 理学博士。学位論文の題は「The existence of a monoclinic soda felspar（単斜晶系に属する曹達長石の存在）」[1]。

### 職歴
- 1924年4月：東京帝国大学理学部講師
- 1925年：東京帝国大学理学部助教授（鉱物学教室）
- 1926年1月：ドイツ留学
- 1927年： スイス留学
- 1931年7月：英国留学（1932年9月まで）
- 1943年11月：東京帝国大学理学部教授
- 1954年：京都大学理学部地質学鉱物学科教授併任（鉱物学講座）
- 1959年3月：東京大学定年退官、京都大学理学部地質学鉱物学科教授
- 1961年9月：京都大学定年退官

### 学外における役職
- 1953年 - 1954年： 日本結晶学会会長
- 日本鉱物学会会長
- 1953年 - 1980年： 日本学士院会員

## 受賞歴
- 1945年: 帝国学士院賞 - 「珪酸塩結晶構造の研究」
- 1968年: ローブリング・メダル（アメリカ鉱物学会）

## 叙位・叙勲
- 1968年：勲二等瑞宝章受章

## その他
1954年、大分県木浦鉱山から新鉱物「亜砒藍鉄鉱」を発見し記載した。1960年、ナミビアで発見された新鉱物が「伊藤石」(itoite) と命名された。

## 著書
- 『本邦鑛物図誌 1-4』（編）大地書院、1937-1941。
- 『本邦鑛物図誌1 再版』大地書院、1942。
- 『日本鑛物誌 上巻』和田維四郎、櫻井欽一との共編、中文館書店、1947。
- Ito, T. : X-ray Studies on Polymorphism. Maruzen, Tokyo, 1950.